# Woldemar Hägglund

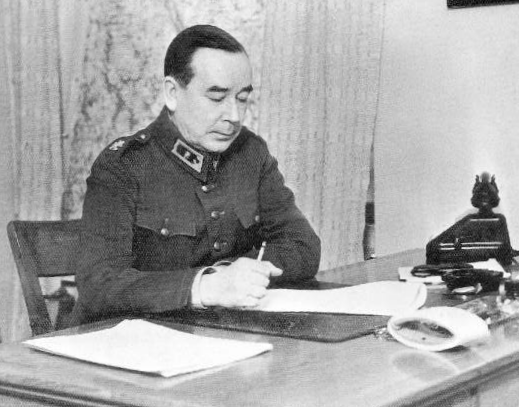
Johan Woldemar Hägglund (1939)

Johan Woldemar Hägglund, född 10 augusti 1893 i Viborg, död 12 februari 1963, var en finländsk generalmajor.

## Biografi
Hägglund gick i skola i Viborg och studerade anläggningsteknik i fyra terminer vid Tekniska högskolan. Han anslöt sig till jägarrörelsen 1915 och var en av de unga män som åkte till Tyskland för militär utbildning för att senare delta i finska inbördeskriget 1918 för Finlands frigörelse från det ryska riket.
Under 1920- och 1930-talen var han anställd i finska armén och tillbringade också några år i Sverige för militär utbildning. 
Han var kommendör för 2. divisionen åren 1934 och 1939. Under vinterkriget ledde han IV. Armékåren och i fortsättningskriget VII. Armékåren. 1943–44 var han inspekterande general. 